# Großwohnsiedlung Sandow

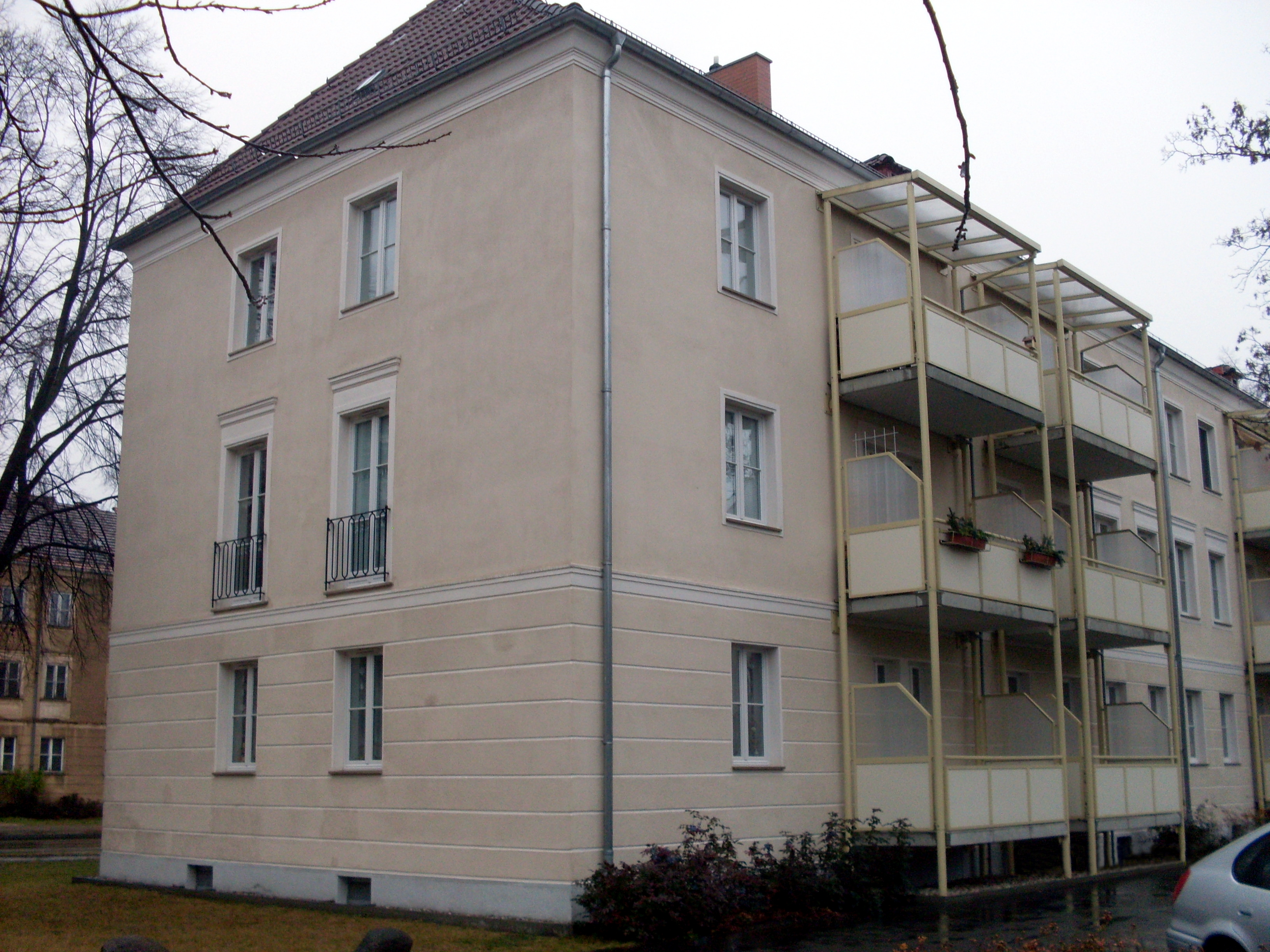
Hinterfassade der Franz-Mehring-Straße 40–41

Die Großwohnsiedlung Sandow im Cottbuser Stadtteil Sandow besteht aus folgenden Wohnhäusern: Franz-Mehring-Straße 25–28, 40–44; Thomas-Müntzer-Straße 1–4, 7–10; Am Doll 6 und 7; Willy-Brandt-Straße 25 und 26, Wehrpromenade 4–6.
Der wirtschaftliche Aufschwung nach dem Zweiten Weltkrieg und die dadurch ständig wachsende Einwohnerzahl in Cottbus führten zu einer Wohnungsnot. Um dem entgegenzuwirken, sind mehrere Wohnkomplexe in den verschiedenen Ortsteilen von Cottbus erbaut worden, so auch einer im Cottbuser Stadtteil Sandow.

## Geschichte und Beschreibung

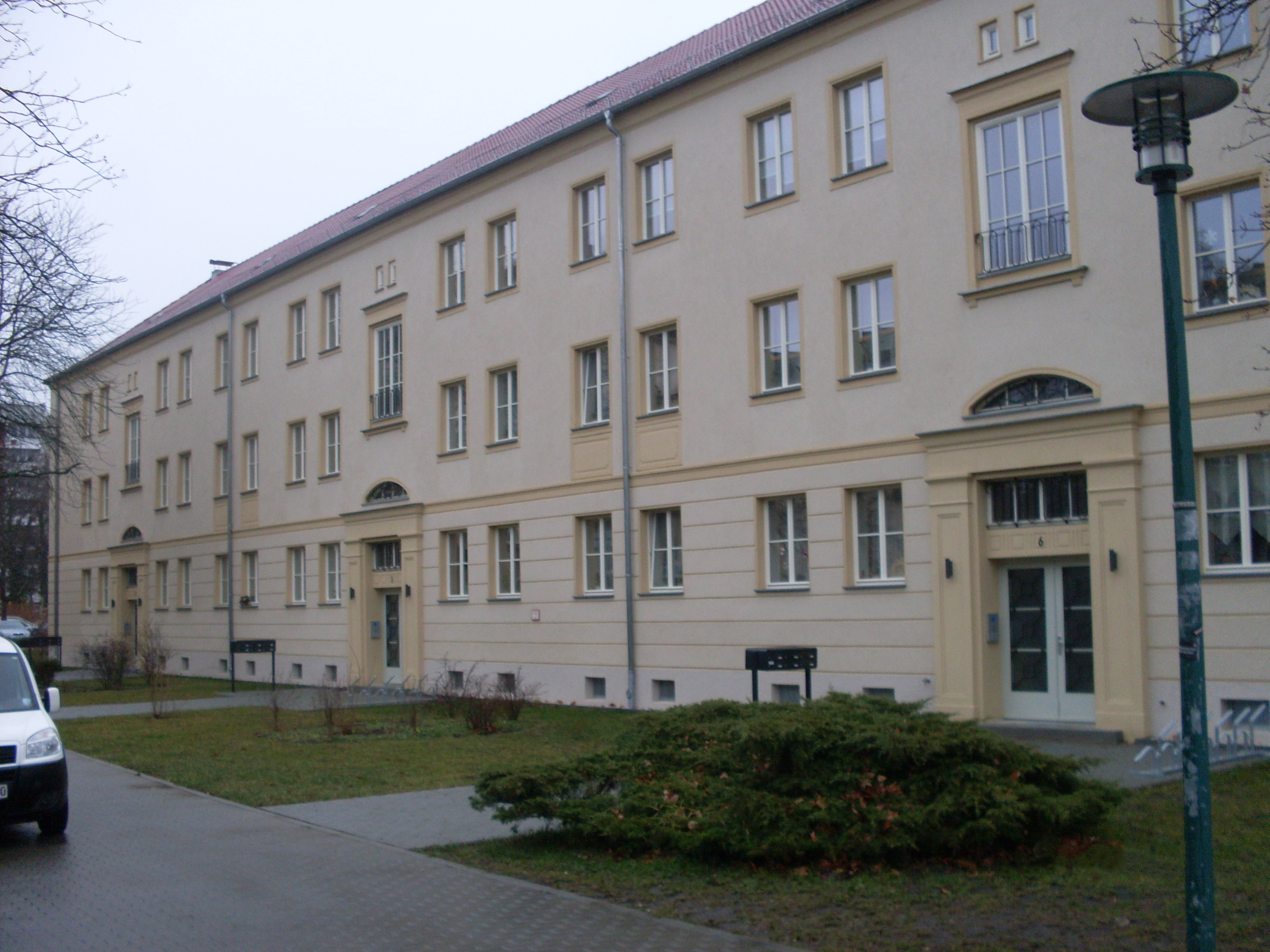
Wehrpromenade 4–6

Das Wohnviertel in Sandow-Mitte wurde 1955/56 in der Großbauweise erbaut. Es sind dreigeschossige Wohnblöcke, nur die Anzahl der Hauseingänge variiert. Zu dem Komplex gehören verschiedene Straßen und Blöcke. Alle Wohnblöcke stehen unter Denkmalschutz und sind ein Beispiel für die Bauleistungen nach dem Zweiten Weltkrieg. Sämtliche Miet- und Geschäftshäuser wurden von 2005 bis 2011 vollständig saniert. Die Außenfassaden wurden erneuert und das Innere vollständig modernisiert.
Es sind hellgraue Wohnhäuser mit einem in dunklerer Farbe gehaltenen Sockel. Das erste Geschoss wird von Putzbändern strukturiert, während die anderen Etagen nur einfach verputzt sind. Die Fenster sind gleichmäßig angeordnet, variieren aber in Form und Größe, die Umrahmung wurde in einfachem Baustil gehalten. Zu jedem Eingang gehört mindestens ein französisches Fenster mit einem Gitter davor, meist über den Hauseingängen. Die Hauseingänge sind variabel an den Vorder- bzw. Hinterfassaden eingebaut, alle Balkone mit einem Seitenschutz ausgestattet, befinden sich entgegengesetzt der Straßenseite. Einige Hauseingänge werden von einer schmiedeeisernen Laterne beleuchtet. An den Giebelseiten befinden sich ebenfalls einfache und französische Fenster. Bei einigen Wohnhäusern wurde bei der Sanierung auch der Grundriss verändert. Die Fenster wurden ausgetauscht, Hauseingänge neu gestaltet, Elektroleitungen und Wasser- sowie Abwasserrohre erneuert und eine Volldämmung im Inneren angebracht. Durch die umfangreiche Sanierung und Modernisierung erhöhte sich die Wohnqualität in diesem Wohnkomplex.
Zwischen den einzelnen Wohnblöcken gibt es aber auch kaum wahrzunehmende Unterschiede. In dem Haus Am Doll 6–7 sind die etwas vorgesetzten Eingangsbereiche mit einfachem Stuck dekoriert, die Hauseingangstüren sind verglast und werden durch filigrane Gitter geschützt. Das Wohnhaus in der Franz-Mehring-Straße 25–28 steht leer. Hier wird die Rekonstruktion und Modernisierung erst im ersten Quartal 2012 erfolgen. Es werden 7 barrierefreie Wohnungen im Erdgeschoss entstehen, Seniorenwohnungen in den Obergeschossen. An der Straßenfassade neben jedem Hauseingang gibt es französische Fenster, ansonsten sind sie einfach gehalten. Die Putzgliederung im Erdgeschoss und der einfache Putz in den oberen Etagen sind noch erkennbar. Das Dach hat noch Fledermausgauben, ob sie in dieser Art erhalten bleiben, ist ungewiss. Die Wohnblöcke sowie Franz-Mehring-Straße 40–41 und 42–45 sowie die Thomas-Müntzer-Straße 1–4 und 7–10 sind in einem Karree angeordnet und haben einen begrünten Innenhof. In ihrer Bauweise gleichen sie den anderen Häusern in diesem Wohnkomplex. Der Miet- und Wohnblock in der Willy-Brandt-Straße 25–26 ist der einzige Block mit erhöhtem Keller. Auch hier werden die Glaseingangstüren von filigranen schmiedeeisernen Gittern geschützt. Ende Mai 2005 zog auch die Hausverwaltung der GWC-Ost in diesen Block mit einem behindertengerechten Aufzug an der hinteren Fassade. Die Wehrpromenade 4–6 ist vorerst der zuletzt sanierte Wohnblock. Einige Wohnungen sind mit Fenstern in Küche und Bad ausgestattet.